# Азовське (Маріупольський район)
Азо́вське — село (до 2011 року — селище) Мангушської селищної громади Маріупольського району Донецької області.

## Загальні відомості

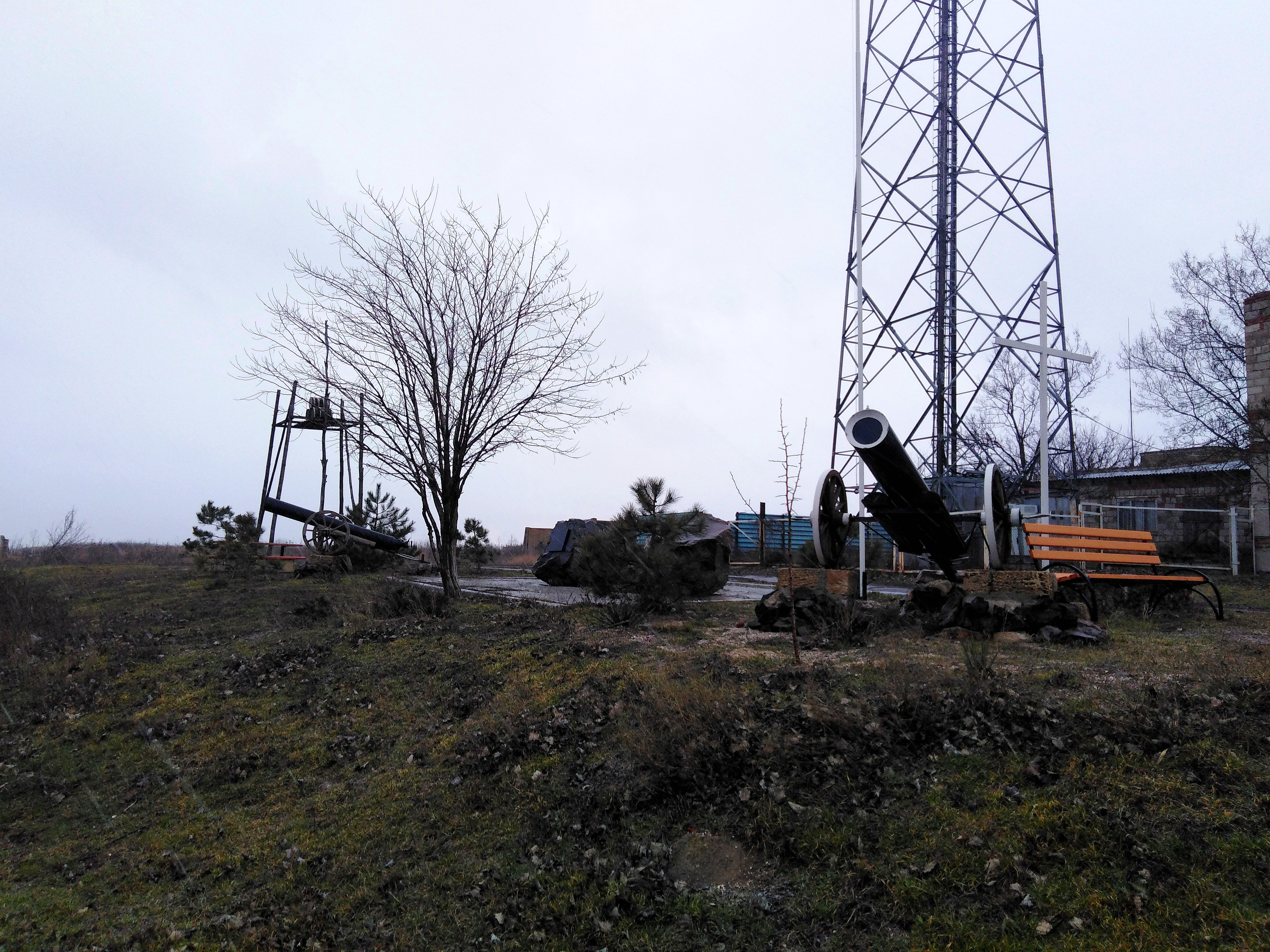
Інсталяція присвячена запорозьким та азовським козакам

Розташоване за 137 км від обласного центру та близько 23 км від центру громади Мангуша. Шлях частково збігається із трасою Т 0520. Населення — 443 чоловіка (2001). Неподалік від села розташований орнітологічний заказник загальнодержавного значення «Приазовський чапельник».

## Населення
За даними перепису 2001 року населення села становило 443 особи, з них 11,06 % зазначили рідною мову українську та 88,94 % — російську.